# PhpMyAdmin
phpMyAdmin är ett verktyg skrivet i PHP för att administrera MySQL och MariaDB databaser via en webbläsare.
phpMyAdmin finns översatt till 62 språk, bland annat svenska.

## Historia
Tobias Ratschiller, IT-konsult och senare grundaren till mjukvaruföretaget Maguma, inspirerades av Peter Kuppelweisers MySQL-Webadmin och började 1998 arbeta på ett webbaserat PHP-verktyg för att administrera MySQL. När han 2000 lade ner projektet på grund av tidsbrist så hade programmet redan blivit en av de mest populära PHP-applikationerna för administration av MySQL. Den fanns även med i många Linux-distributioner.
Oliver Müller, Marc Delisle och Loïc Chapeaux skapade 2001 The phpMyAdmin Project hos SourceForge för att lättare kunna hantera alla förändringar i programmet.

## Liknande program
Ett program som är väldigt likt är phpPgAdmin och tillhandahåller liknande funktionallitet för PostgreSQL. Det började som en portning av phpMyAdmin men är nu en egen kodbas.
För Microsoft SQL Server finns också motsvarande verktyg, phpMSAdmin. Även om det påminner mycket om phpMyAdmin så är det ingen portning och innehåller ingen kod från phpMyAdmin.